# Белленборн
Белленборн (нім. Böllenborn) — громада в Німеччині, розташована в землі Рейнланд-Пфальц. Входить до складу району Південний Вайнштрассе. Складова частина об'єднання громад Бад-Бергцаберн.
Площа — 4,11 км2. Населення становить 228 ос. (станом на 31 грудня 2020).